# Merriam, Kansas
Merriam là một thành phố thuộc quận Johnson, tiểu bang Kansas, Hoa Kỳ. Năm 2010, dân số của xã này là 11003 người.

## Dân số
Dân số các năm:
- Năm 2000: 11008 người
- Năm 2010: 11003 người